# العجروش (حبيل جبر)

تعديل مصدري - تعديل

العجروش هي إحدى قرى عزلة حبيل جبر بمديرية حبيل جبر التابعة لمحافظة لحج، بلغ تعداد سكانها 73 نسمة حسب تعداد اليمن لعام 2004.